# Museo della Torre
Il Museo etnografico della Torre è il museo etnografico di Albino, comune della provincia di Bergamo.
Fondato nel 1989 da un'associazione di cittadini, ha sede nella torre della Villa Briolini Regina Pacis, nella località di Comenduno, edificio di proprietà del comune.
È diviso in sei sezioni, tutte riguardanti la vita popolare locale e contadina: al piano terra si trovano dei macchinari per la produzione di farine, al primo piano un simulacro di casa contadina e, nel sotterraneo, la ricostruzione di una cantina vinicola. Negli altri ambienti si trovano gli ambienti di lavoro di alcune professioni artigianali tipiche, quali il calzolaio, il falegname, il fabbro e anche l'orologiaio della torre.